# Halasur, Savanur
Halasur là một làng thuộc tehsil Savanur, huyện Haveri, bang Karnataka, Ấn Độ.